# География Гвинеи

Гвинея

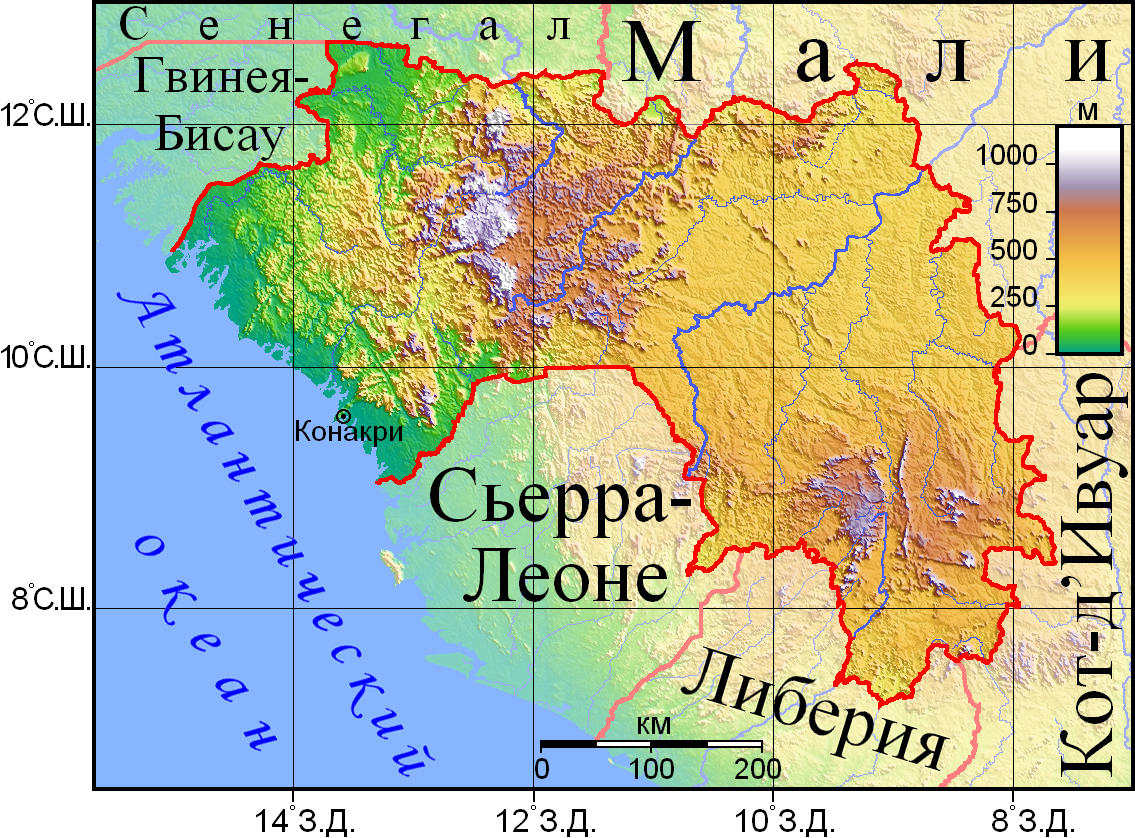
рельеф Гвинеи

Гвине́я — государство в Западной Африке.
Более половины территории страны занимают невысокие горы и плато. Атлантическое побережье сильно изрезано эстуариями рек и занято аллювиально-морской низменностью шириной 30-50 км. Далее уступами поднимается плато Фута-Джаллон, расчленённое на отдельные массивы высотой до 1538 м (гора Тамге). За ним, на востоке страны, расположена возвышенная аккумулятивно-денудационная пластовая равнина, южнее которой поднимается Северо-Гвинейская возвышенность, переходящая в цокольные плато (≈800 м) и глыбовые нагорья (гора Нимба — высшая точка страны высотой 1752 м).
С запада омывается Атлантическим океаном.
Общая протяжённость границы 3399 км. Протяженность границ с Кот-д’Ивуаром — 610 км, Гвинея-Бисау — 386 км, Либерия — 563 км, Мали — 858 км, Сенегал — 330 км, Сьерра-Леоне — 652 км.
Общая площадь страны — 245 857 км²
Важнейшими полезными ископаемыми Гвинеи являются бокситы, по запасам которых страна занимает первое место в мире. Добываются также золото, алмазы, руды черных и цветных металлов, циркон, рутил, монацит.
Климат субэкваториальный с резко выраженным чередованием сухого и влажного сезонов. Влажное лето длится от 3-5 месяцев на северо-востоке до 7-10 месяцев на юге страны. Температура воздуха на побережье (≈27 °C) выше, чем во внутренних районах (≈24 °C) страны, за исключением периодов засухи, когда ветер харматан, дующий из Сахары, повышает температуру воздуха до 38 °C.
Густая и многоводная речная сеть Гвинеи представлена реками, стекающими с плато на восточную равнину и впадающими там в Нигер, и реками, текущими с этих же плато непосредственно в Атлантический океан. Реки судоходны лишь на небольших, преимущественно устьевых участках.
Леса занимают около 60 % территории страны, но большая их часть представлена вторичными редкостойными листопадными деревьями. Коренные влажные вечнозелёные леса сохранились лишь на наветренных склонах Северо-Гвинейской возвышенности. По долинам рек фрагментарно встречаются галерейные леса. Вдоль побережья местами произрастают мангровые заросли. Разнообразный некогда животный мир лесов сохранился преимущественно на охраняемых территориях (бегемоты, генетты, циветты, лесные дукеры). Практически полностью истреблены слоны, леопарды и шимпанзе.